# Franz Magnus Böhme

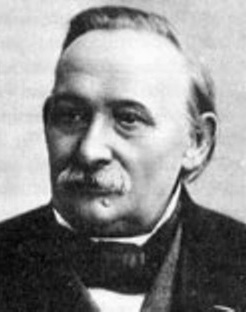
Franz Magnus Böhme

Franz Magnus Böhme, född 11 mars 1827 Willerstedt vid Weimar, död 18 oktober 1898 i Dresden, var en tysk musikforskare och utgivare av folkvisor.
Böhme var 1878-1885 lärare vid Hochska konservatoriet i Frankfurt am Main. Bland Böhmes verk märks Altdeutsches Liederbuch (upplagor 1877, 1913 och 1925), Geschichte des Tanzes in Deutschland (två band, 1886), Volkstümliche Lieder der Deutschen (1895), Deutsches Kinderlied und Kinderspiel (1897) samt en ny bearbetning och fortsättning av Ludwig Erks Liederhort (tre band, 1893-1894).